# (35546) 1998 FA105
1998 FA105 (asteroide 35546) é um asteroide da cintura principal. Possui uma excentricidade de 0.07034610 e uma inclinação de 8.64398º.
Este asteroide foi descoberto no dia 31 de março de 1998 por LINEAR em Socorro.